# Вознесенский сельсовет (Красноярский край)
Вознесенский сельсове́т — административно-территориальная единица в Дзержинском районе Красноярского края Российской Федерации, существовавшая до 1996 года.

## История
Вознесенский сельсовет существовал до 1996 года.
27 сентября 1996 года Законом № 11-337 Вознесенский сельсовет был упразднён и его населённые пункты переданы в Александро-Ершинский сельсовет.

## Состав сельсовета
В состав сельсовета входили 3 населённых пункта:
| № | Населённый пункт | Тип населённого пункта       | Население |
| - | ---------------- | ---------------------------- | --------- |
| 1 | Вознесенка       | село, административный центр | 74        |
| 2 | Курыш            | посёлок                      | 12        |
| 3 | Чурюково         | деревня                      | 129       |